# Ung kvinna som läser ett brev vid ett öppet fönster
Ung kvinna som läser ett brev vid ett öppet fönster är en oljemålning av Johannes Vermeer från 1657–1659

## Beskrivning av målningen
Målningen avbildar en ung kvinna som står i profil mot vänster vid ett öppet fönster i mitten av ett rum och läser ett brev. Hennes ansikte reflekteras i fönsterglaset. Mellan kvinnan och betraktaren står ett bord, på vilket ligger en turkisk matta och där det står en porslinsskål med frukt. I förgrunden till höger hänger ett draperi, vilket ger ytterligare djup åt bilden.
Rummet är samma som i målningen Officer och leende ung kvinna, vilken tillkom något år senare. Bordet och stolen är samma. Också den unga kvinnans klädsel är samma. 
Röntgenundersökning av målningen har visat att det funnits en målning av Amor på väggen bakom kvinnan, samma målning som senare avbildats i Flicka som blir avbruten vid musicerande och Dam som står vid en cembalo. Denna har målats över med draperiet.

## Proveniens
Målningen köptes 1724 av August III, kurfurste av Sachsen och kung av Polen. Den attribuerades vid detta tillfälle till Rembrandt, och senare 1783 till Govaert Flinck. Johannes Vermeer nämndes som upphovsman 1806, men 1817 attribuerades målningen åter till Govaert Flinck. Åren 1826–1860 associerades Pieter de Hooch med målningen, och först 1862 fick den sin nuvarande attribuering av Théophile Thoré.
Under andra världskriget flyttades målningen från Dresden tillsammans med andra verk och gömdes i en tunnel. Den beslagtogs av röda armén och lämnades tillbaka 1955, efter Josef Stalins död.

## Brevmotivet hos Johannes Vermeer

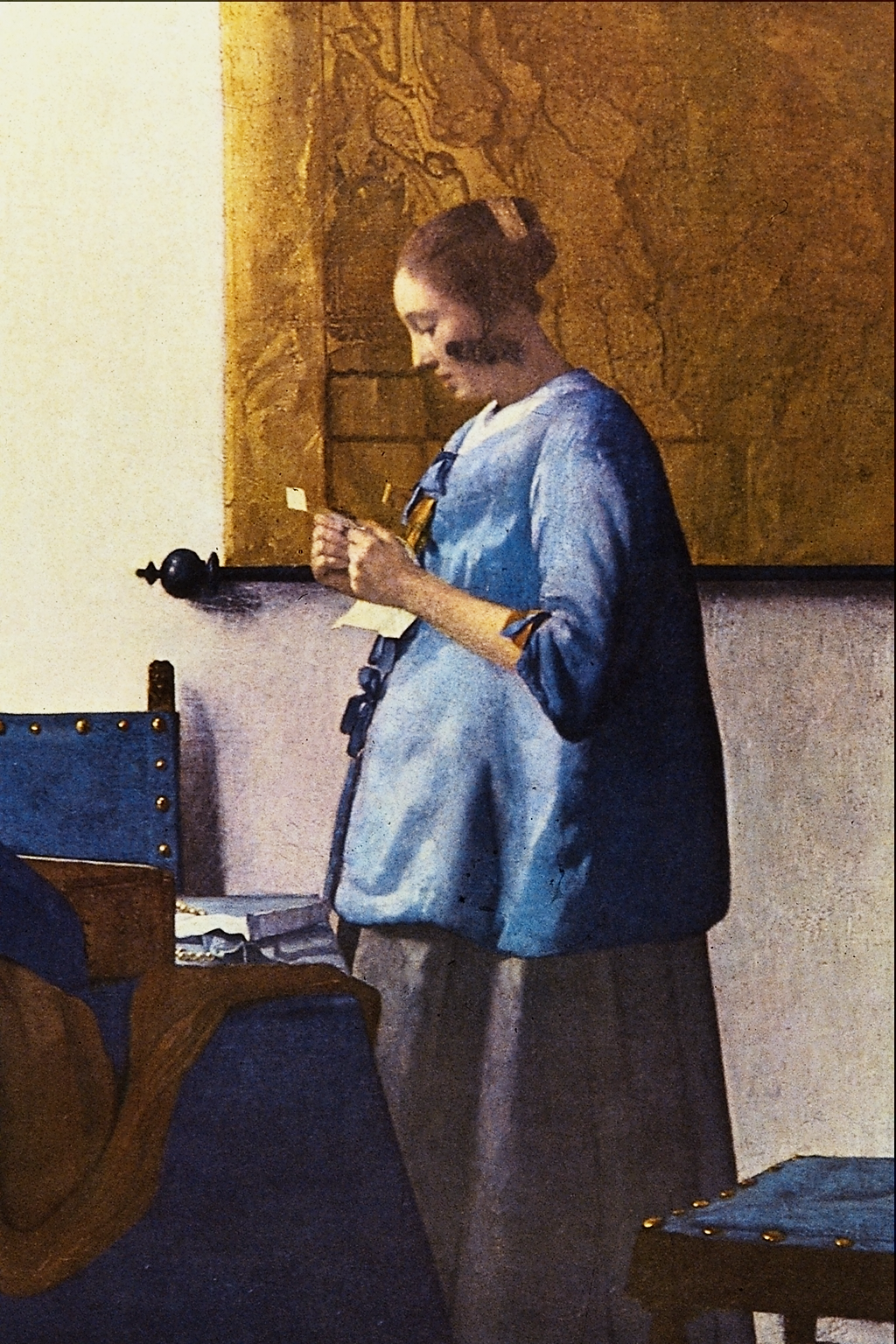
Kvinna i blått som läser ett brev, 1663–64
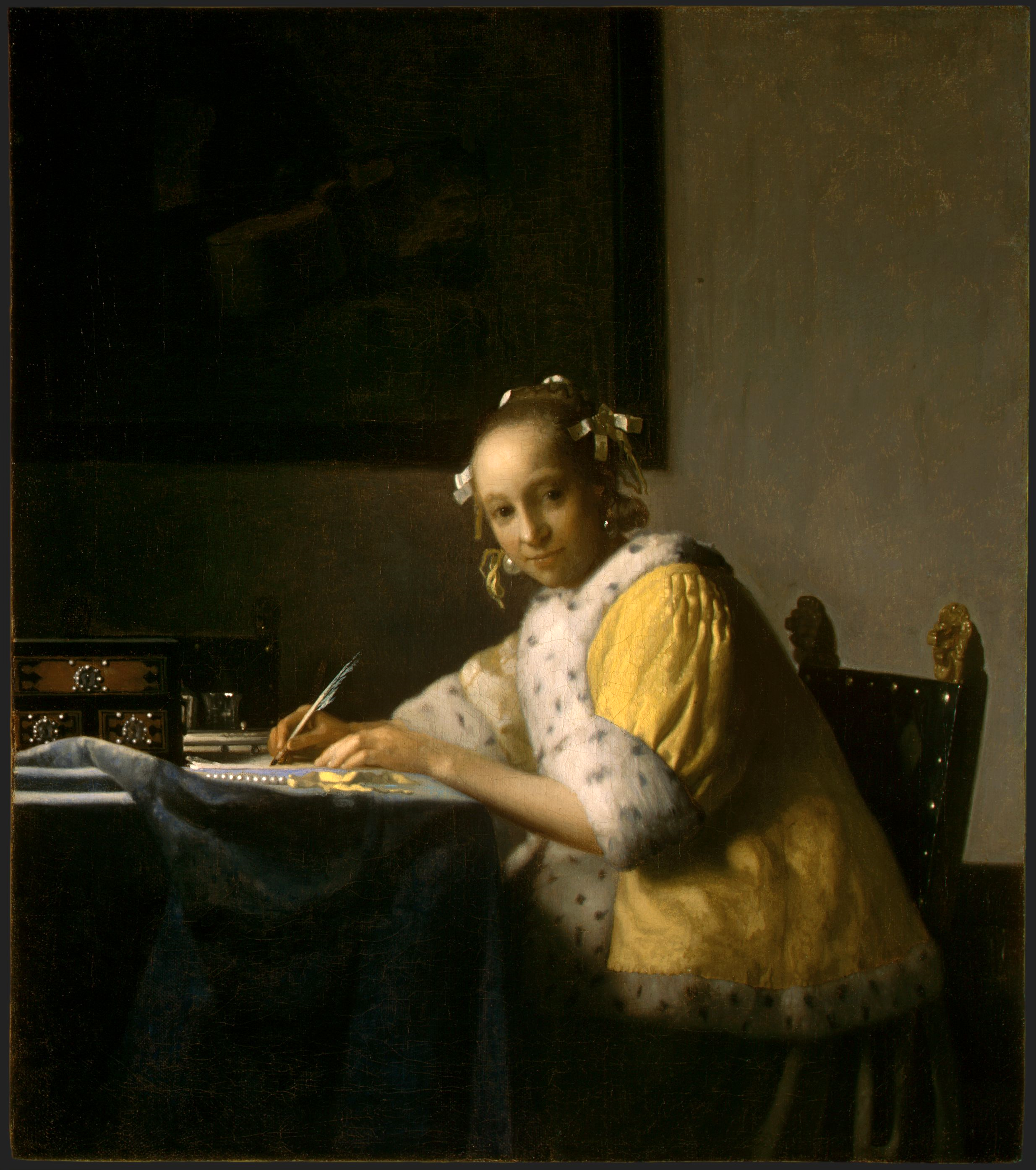
En dam som skriver ett brev, 1665–66
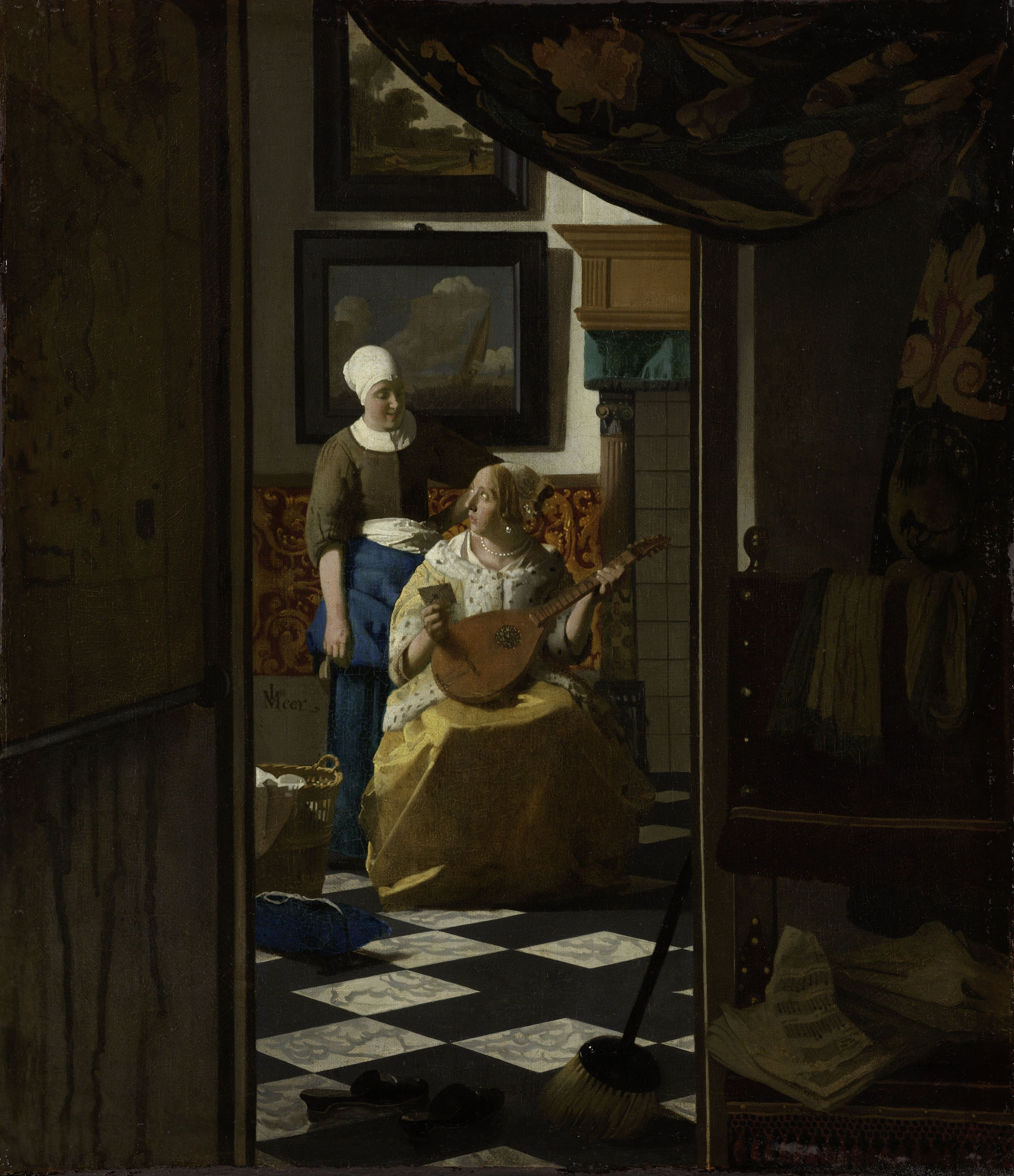
Kärleksbrevet, 1669–70
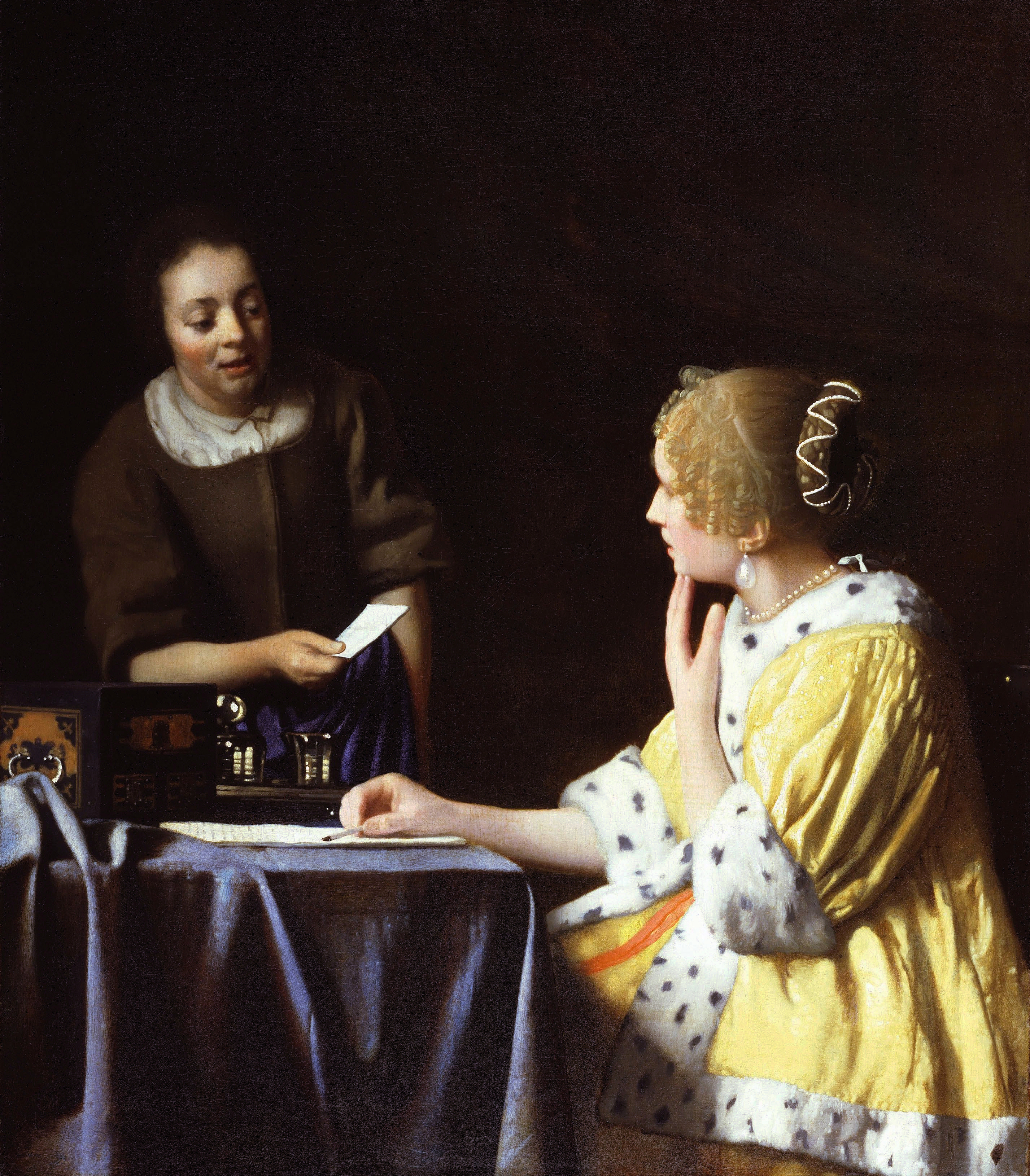
Dam med sin kammarjungfru som håller ett brev i handen, 1670

## Brevmotivet i annan samtida konst

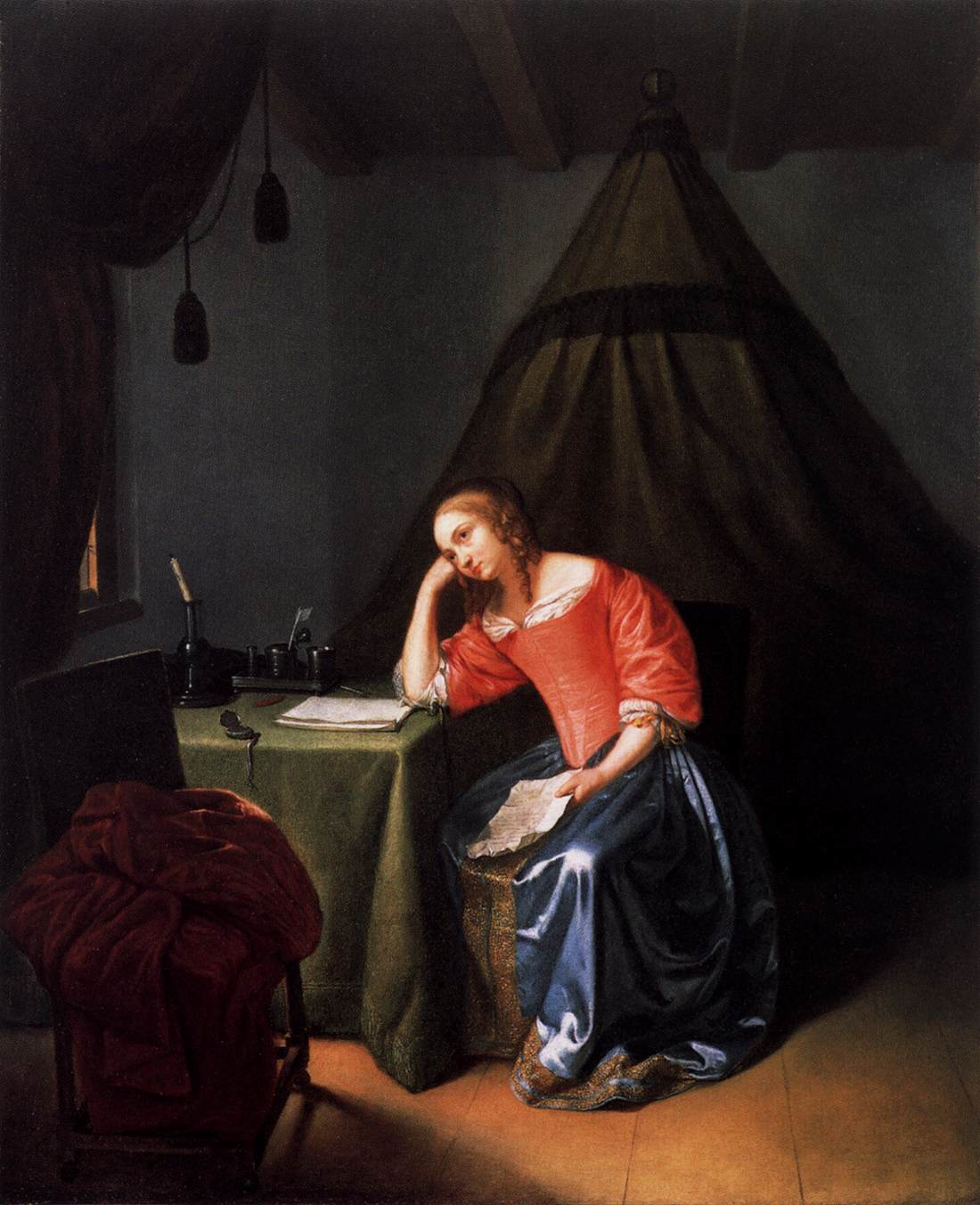
Ung kvinna som håller ett brev av Caspar Netscher, omkring 1665
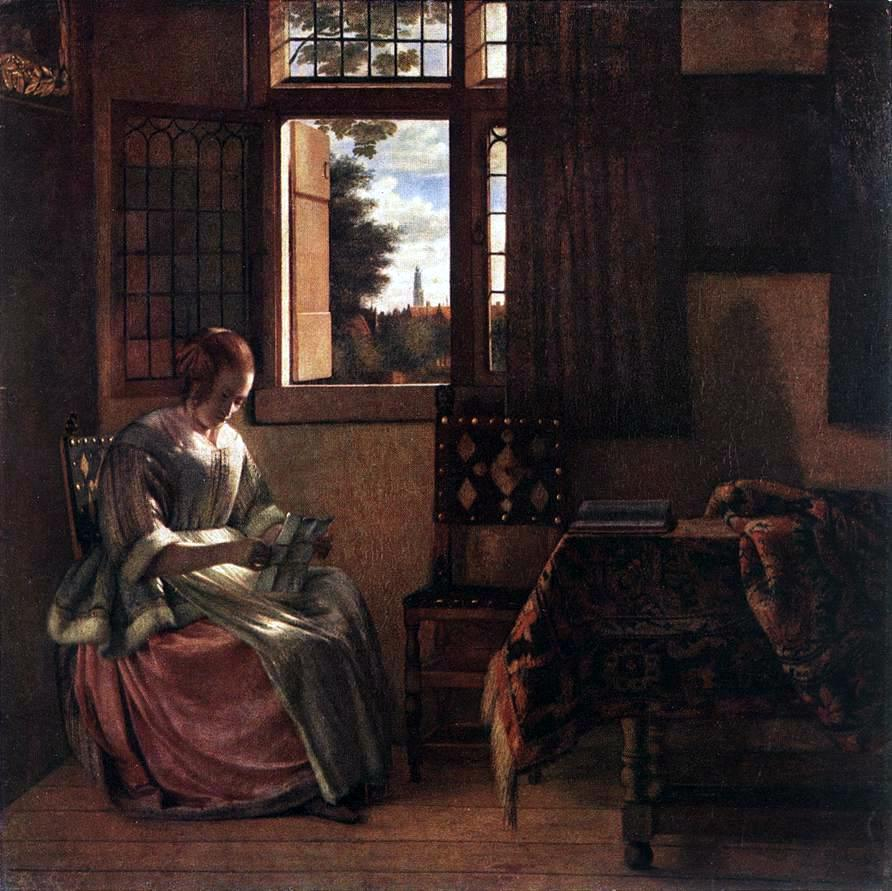
Kvinna som läser ett brev av Pieter de Hooch, 1664
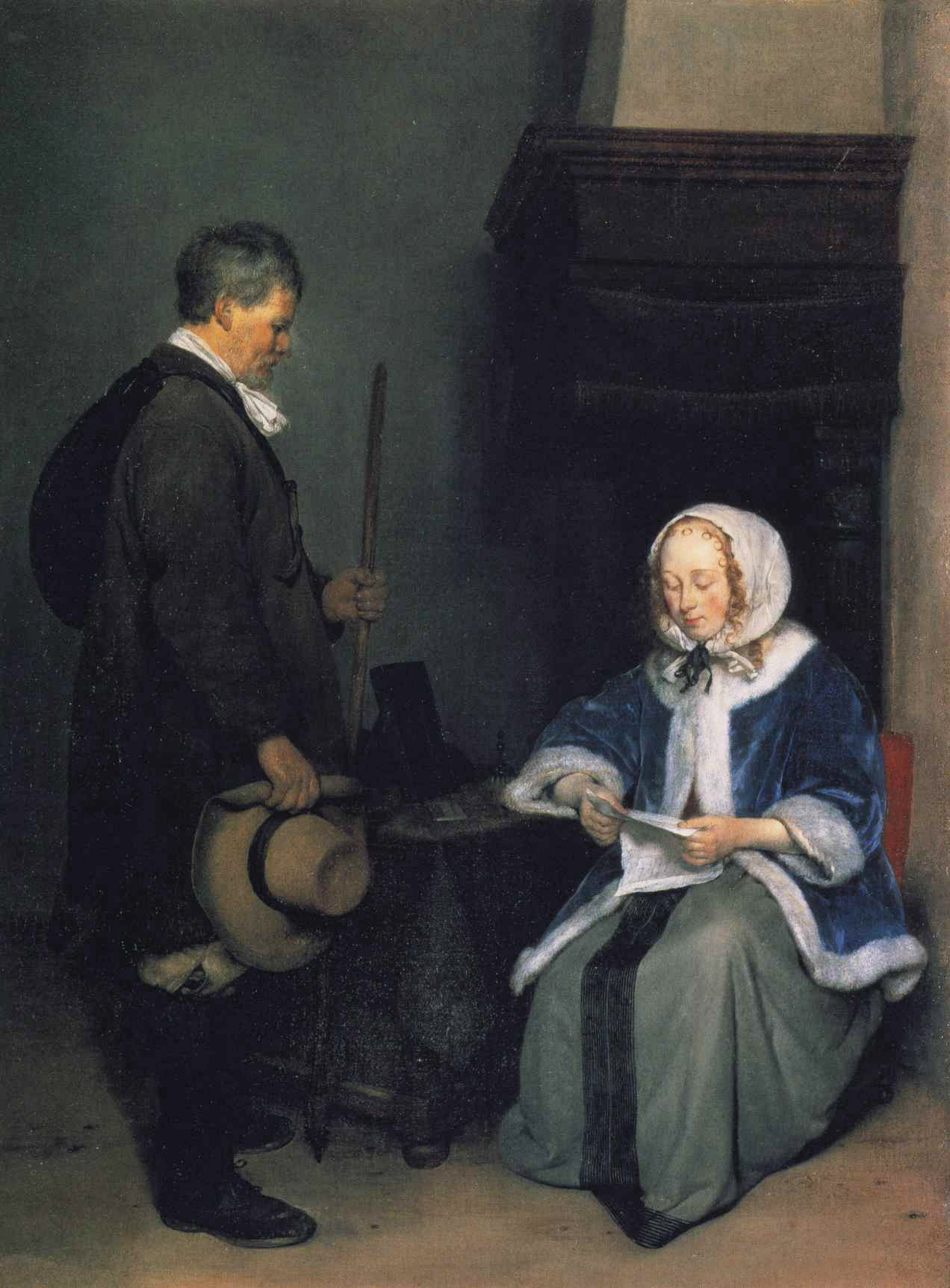
Dam som läser ett brev, av Gerhard ter Borch, omkring 1662 av
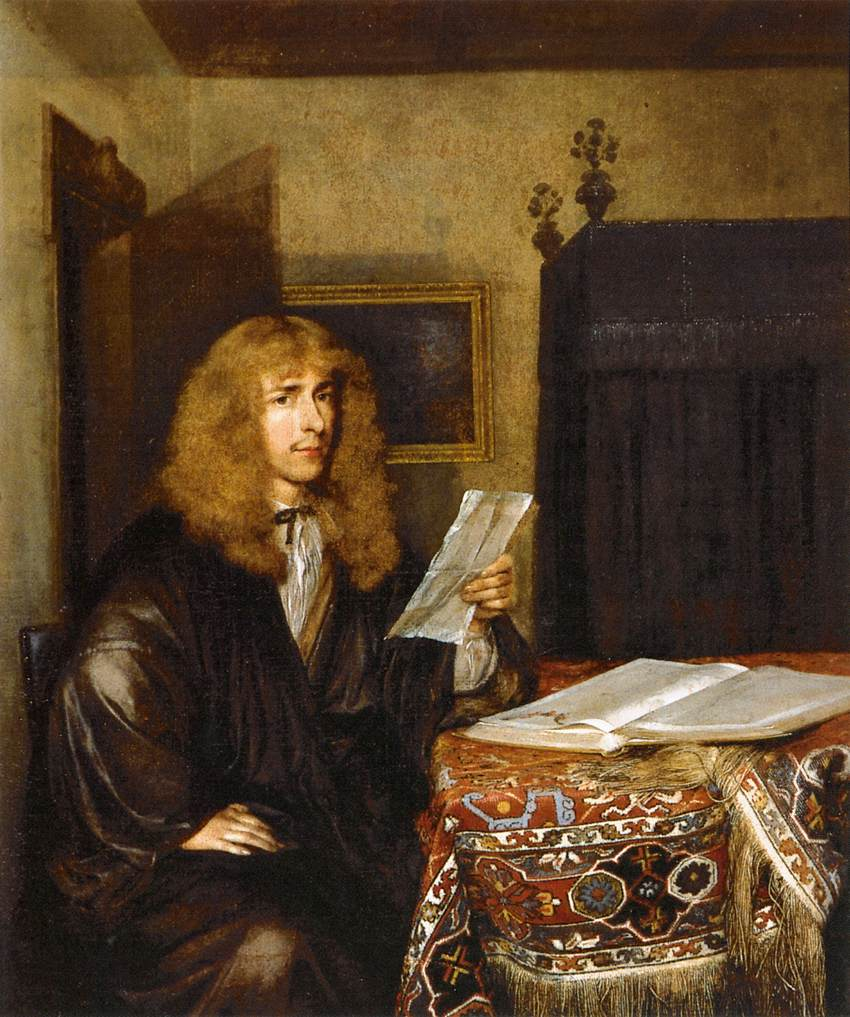
Man som läser av Gerhard ter Borch, 1675
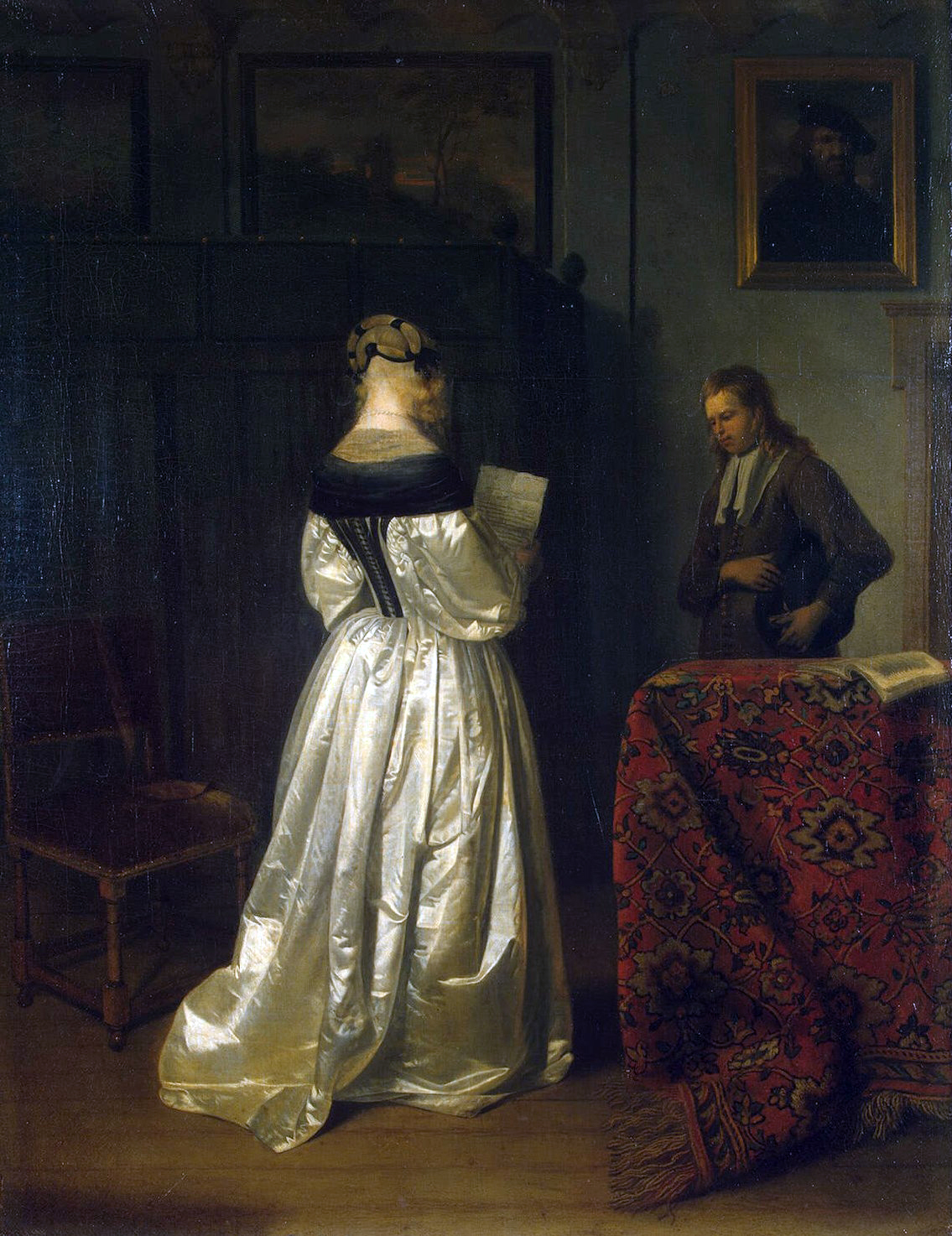
Budbäraren av Gerard ter Borch